# 不完全正鑲嵌圖
在幾何學中，不完全正鑲嵌圖（Demiregular Tessellation）亦稱多形鑲嵌（polymorph tessellation）是一種平面的密鋪，且由2種或以上的正多邊形經過重複的排列和組合，且沒有空隙或重疊而組成，是複合正多邊形密鋪的一種。不完全正鑲嵌圖與半正鑲嵌圖（均勻半正鑲嵌圖）是不一樣的，半正鑲嵌圖（均勻半正鑲嵌圖）是每個頂點皆相同，但不完全正鑲嵌圖混合了多種頂點。
不完全正鑲嵌圖在定義上是有些爭議的，有些學者將其定義為：除了3種正鑲嵌圖、8種半正鑲嵌圖之外的所有由正多邊形組成的平面密鋪為不完全正鑲嵌圖，但是將會導致不完全正鑲嵌圖不是有限的，會是無限多種。
曾有學者認為不完全正鑲嵌圖共有14個，然而，並非所有文獻來源都是14個。現在認同的較精確的定義是由Krötenheerdt提出，共有20個複合正多邊形密鋪被列為不完全正鑲嵌圖。，分別為:扭稜截半六邊形鑲嵌、兩種六角化六邊形鑲嵌、六種三角形-正方形鑲嵌、兩種側帳塔截角六邊形鑲嵌、六角化小斜方截半六邊形鑲嵌、六角化大斜方截半六邊形鑲嵌、異扭稜六邊形鑲嵌、異截半六邊形柱鑲嵌、同相截半六邊形柱鑲嵌、異相截半六邊形柱鑲嵌、大斜方二次截半六邊形鑲嵌、截半截角正方形鑲嵌、側帳塔大斜方截半六邊形鑲嵌

## 二階不完全正鑲嵌
二階不完全正鑲嵌是指有兩種不同的頂角的不完全正鑲嵌圖，共有二十種，由布蘭科·格倫鮑姆在1987年發表於其著作《Tilings and Paterns》上。
| 二階正方形-三角形鑲嵌 cmm, 2*22 (44; 33.42)1         | 三階正方形-三角形鑲嵌 cmm, 2*22 (44; 33.42)2       | 正方形-二階三角形鑲嵌 pmm, *2222 (36; 33.42)1 | 正方形-三階三角形鑲嵌 cmm, 2*22 (36; 33.42)2 | 異相截半六邊形柱鑲嵌 cmm, 2*22 (3.42.6; (3.6)2)2 | 同相截半六邊形柱鑲嵌 pmm, *2222 (3.42.6; (3.6)2)1  | 半扭稜六邊形鑲嵌 pmm, *2222 ((3.6)2; 32.62) |
| 部分截半截角正方形鑲嵌 p4m, *442 (3.12.12; 3.4.3.12) | p4g, 4*2 (33.42; 32.4.3.4)1                        | pgg, 2× (33.42; 32.4.3.4)2                    | 六角化截角三角形鑲嵌 p6m, *632 (36; 32.62)   | 六角化六邊形鑲嵌 p6m, *632 (36; 34.6)1           | p6, 632 (36; 34.6)2                                | 異扭稜六邊形鑲嵌 cmm, 2*22 (32.62; 34.6)    |
| p6m, *632 (36; 32.4.3.4)                             | 側帳塔截角六邊形鑲嵌 p6m, *632 (3.4.6.4; 32.4.3.4) | p6m, *632 (3.4.6.4; 33.42)                    | p6m, *632 (3.4.6.4; 3.42.6)                  | p6m, *632 (4.6.12; 3.4.6.4)                      | 六角化大斜方截半六邊形鑲嵌 p6m, *632 (36; 32.4.12) |                                             |

| 名稱                                      | 鑲嵌圖 | 對偶                 |
| ----------------------------------------- | ------ | -------------------- |
| 截半截角正方形鑲嵌                        |        |                      |
| 扭稜截半六邊形鑲嵌                        |        |                      |
| 異扭稜六邊形鑲嵌                          |        |                      |
| 六角化大斜方截半六邊形鑲嵌                |        | 截角六角化鑲嵌       |
| 同相截半六邊形柱鑲嵌                      |        | 截角四角化正方形鑲嵌 |
| 六角化六邊形鑲嵌 （六角化截角三角形鑲嵌） |        |                      |
| 六角化六邊形鑲嵌                          |        |                      |
| 側帳塔截角六邊形鑲嵌                      |        |                      |
| 二階正方形-三角形鑲嵌                     |        |                      |
| 三階正方形-三角形鑲嵌                     |        |                      |
| 正方形-二階三角形鑲嵌                     |        |                      |
| 正方形-三階三角形鑲嵌                     |        |                      |
| 側帳塔截角六邊形鑲嵌                      |        |                      |
| 半扭稜六邊形鑲嵌                          |        |                      |